# Екше
Екше (швед. Eksjö) — містечко (tätort, міське поселення) на Півдні Швеції в лені Єнчепінг. Адміністративний центр комуни Екше.

## Географія
Містечко знаходиться у північно-східній частині лена Єнчепінг за 250 км на південний захід від Стокгольма.

## Історія
Права міста Екше надав у 1403 році  король Ерік Померанський. Середньовічне місто розташовувалося приблизно за 500 метрів на південний захід від сучасного центру міста, між вулицями Бревіквеген і Бикварн. У XVI столітті Екше було одним з шести міст у провінції Смоланд.

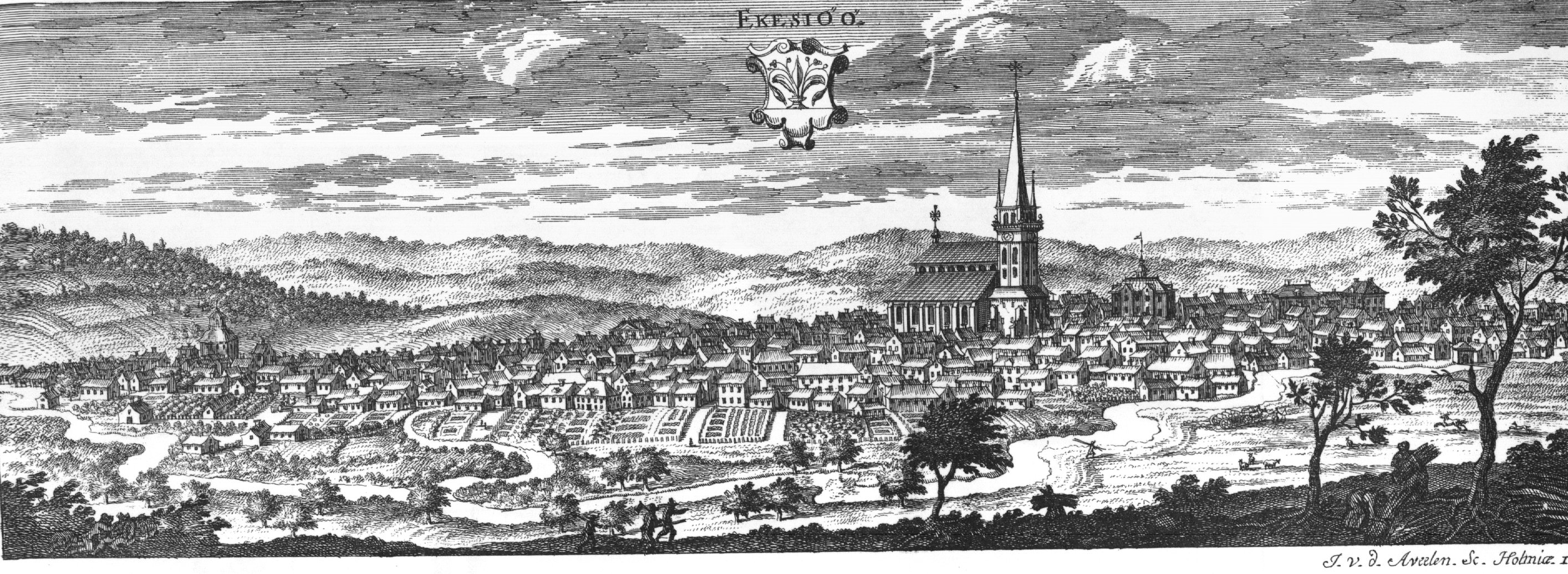
Гравюра з панорамою міста Екше (близько 1700 р.)

Під час Північної семирічної війни місто спалили 1568 року данці. За розпорядженням короля Еріка XIV Екше було відбудоване на новому місці. У 1602 році в місті відкрито першу школу. 
У 1856 році південну частину Екше знищила сильна пожежа. У 1860-х роках через місто прокладено залізницю й воно стало транспортним вузлом.

## Герб міста
Від XV століття Екше використовувало герб. Він фігурує на печатці 1439 року. У гербі зобрадений дуб, що є називним символом і вказує на назву міста (швед. ek=дуб).
Герб отримав королівське затвердження 1949 року: у срібному полі зелений дуб з жолудями і корінням.
Після адміністративно-територіальної реформи, проведеної в Швеції на початку 1970-х років, муніципальні герби стали використовуватися лишень комунами. Цей герб був 1971 року перебраний для нової комуни Екше. 

## Населення
Населення становить 10 666 мешканців (2018). 

## Галерея

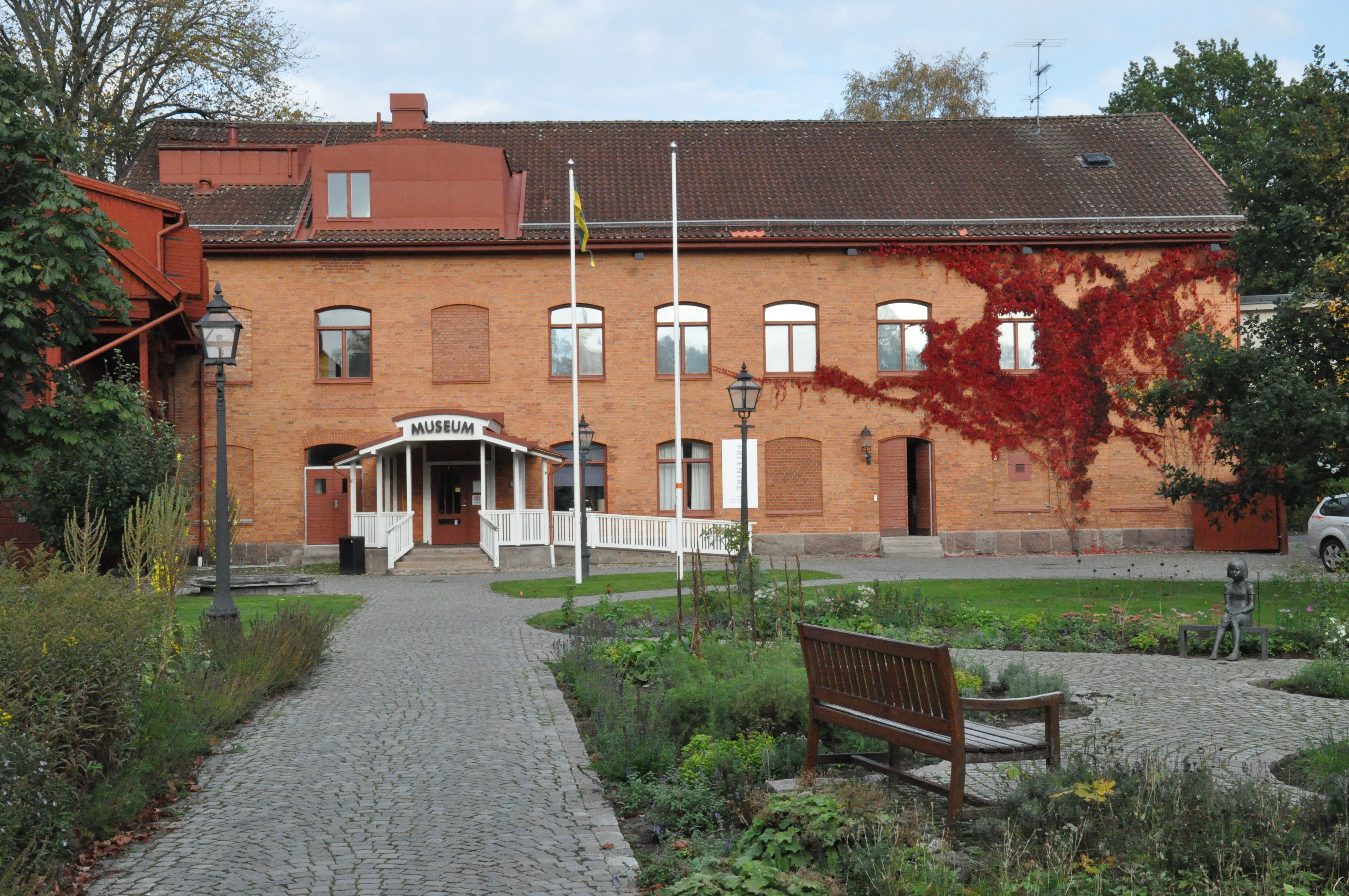
Музей
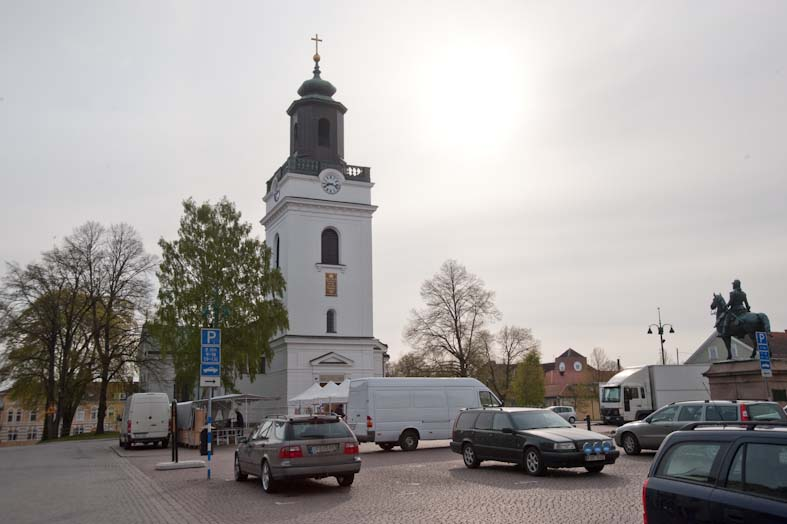
Церква
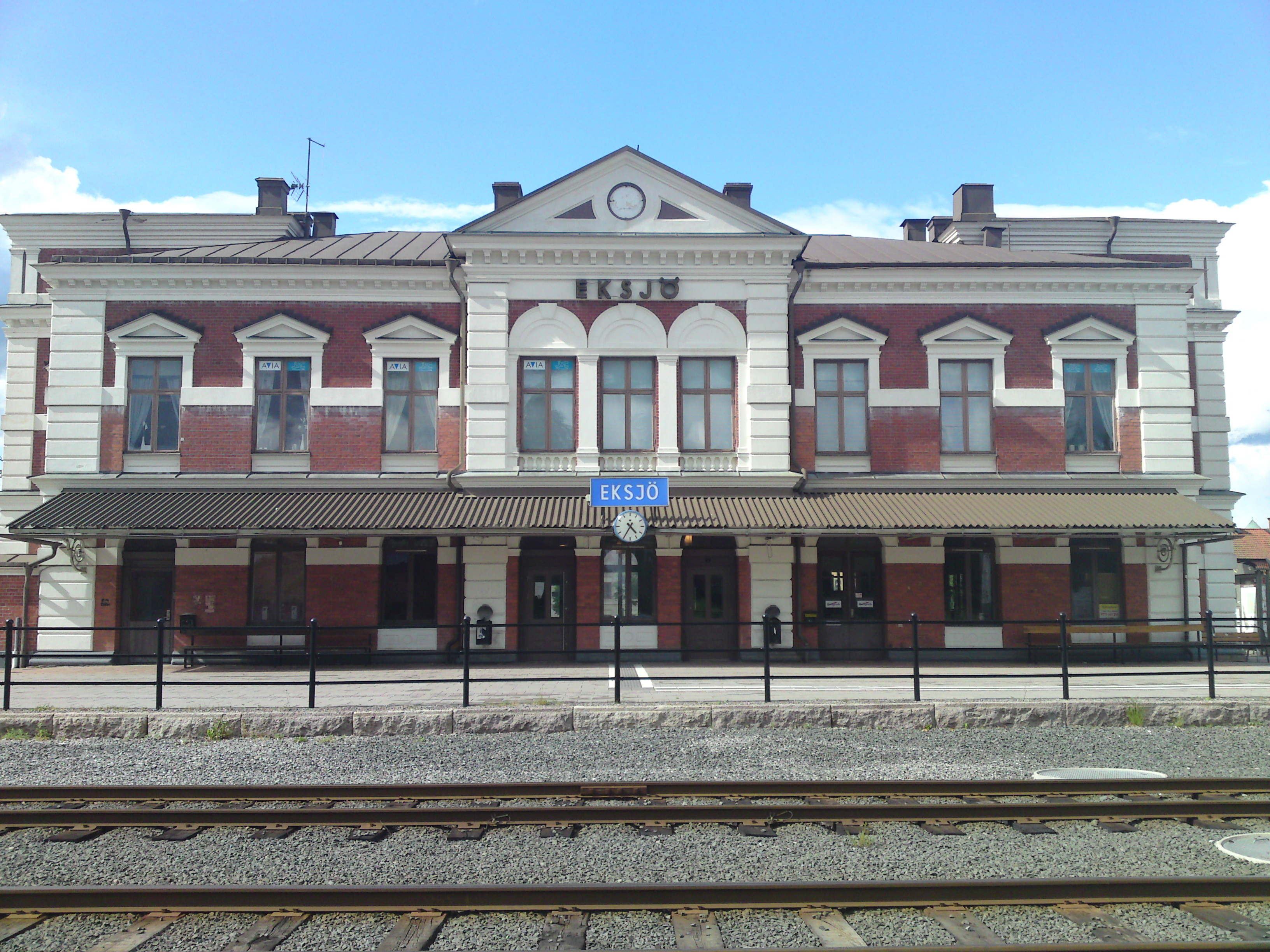
Залізнична станція
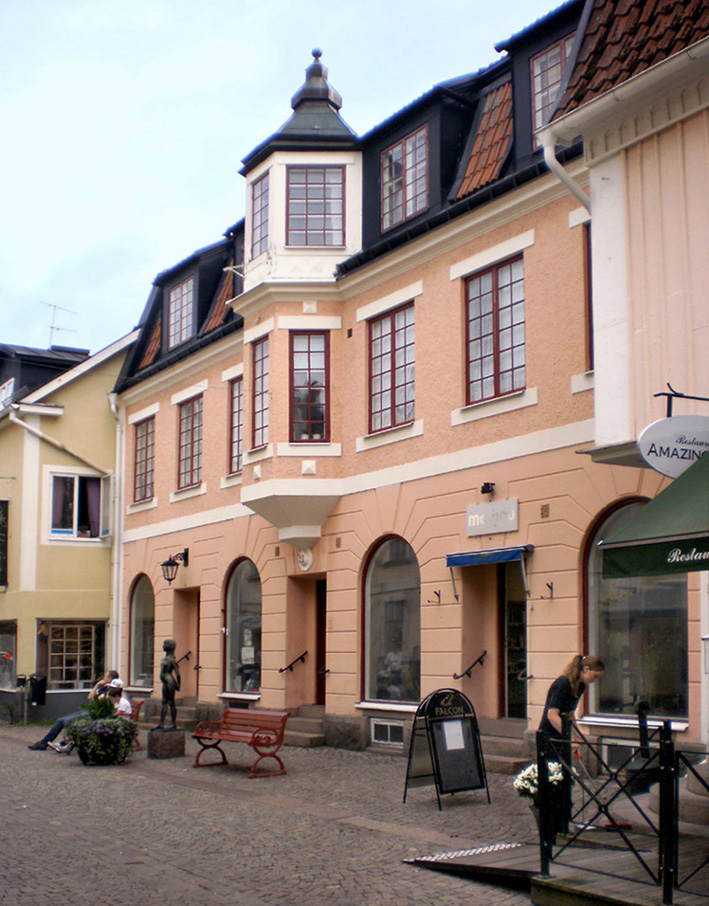
Старе місто

## Покликання
- Сайт комуни Екше [Архівовано 20 січня 2021 у Wayback Machine.]